# Auguaise
Auguaise település Franciaországban, Orne megyében. Lakosainak száma 197 fő (2022. január 1.). Auguaise Brethel, Écorcei, La Ferrière-au-Doyen, Le Ménil-Bérard és Les Aspres községekkel határos.

## Népesség
A település népességének változása:
| Lakosok száma | 179  | 194  | 208  | 207  | 211  | 217  | 210  | 204  | 197  |
|               | 2013 | 2015 | 2016 | 2017 | 2018 | 2019 | 2020 | 2021 | 2022 |